# 古谷光広
古谷 光広（ふるや みつひろ、1973年〈昭和48年〉8月13日 - 2024年〈令和6年〉2月27日）は、大阪・京都・神戸を中心として活動する、日本のジャズミュージシャン、サクソフォーン奏者。大阪府生まれ。
関西を中心にLive、スタジオ録音などで活躍した。
祖父はジャズクラリネット・サクソフォーン奏者の松野国照、父親はジャズサクソフォーン奏者・ボーカリストの古谷充。
自身の演奏活動以外では、大阪音楽大学・大阪音楽大学短期大学部にてジャズサクソフォーン講師を務める。
2024年2月27日、大阪府内のスタジオでリハーサル中に心肺停止となり死去。

## 略歴
幼少の頃より父・古谷充の影響で洋楽を聴くようになり、ヤマハ音楽院幼児科で音楽の基礎とピアノを、小学校時代にクラブでトランペットを吹くようになるが、中学校の吹奏楽部でサックスに転向し、活動開始。
1989年に大阪音楽大学短期大学部音楽専攻ウインド・アンサンブル・コース ジャズ・クラスに入学し、本格的にジャズサクソフォーンを赤松二郎、奥田章三、宗清洋、理論を田中克彦に師事。
また同時期からプロとして活動開始し、東原力哉（dr）神田芳朗（b）高橋達哉（ts）松本英彦（ts）中山良之（ts）土岐英史（as）田中ひろし（pf）村上秀一（dr）クリヤ・マコト（pf）金澤英明（b）佐山雅弘（p）バカボン鈴木（b）堀尾哲二（dr）田中武久（pf）塩次伸二（gt）らと演奏。海外アーティストでは、ポール・ジャクソン（b）マーティー・ブレイシー（dr）マイケル・レイ（key）クリスティン・グレイ（ブーツィー・コリンズ・バンドvo）エディー・ヘンダーソン（tp）Booker T. Williams, Jr.（ts）デイヴ・リーブマン（ts.ss）ハンク・ジョーンズ（p）エリック・マリエンサル（as）ニューマン・テイラー・ベイカー（ds）等、数多くの一流ミュージシャンとのセッションを経験歴があった。
EWI（ウインドシンセサイザー）の奏者としても活動し、高校生の頃からEWIを研究し、書籍を出版している。
1996年、フュージョン・バンド「LAMMTARRA（ラムタラ）」を結成（後に「KHAMSIN（カムシン）と名称変更）。
1998年9月、野々村明とグローバル・ジャズ・オーケストラ（ビッグバンド）でモントレー・ジャズ・フェスティバルに出場。
2002年、IAJE（国際ジャズカンファレンス）に参加し、多くのミュージシャンと交流を深める。
2023年9月、デトロイト・インターナショナル・ジャズ・フェスティバルにKHAMSINとして参加。メンバーは、古谷光広（sax）清野拓巳（g）柳原由佳（p）、白石宣政（b）、松田広士”GORI”（ds）。
2024年2月27日、リハーサル中に心肺停止し、死去。
2024年2月29日、円広志Youtubeチャンネル「円広志ドウドウ!?　Channel」にて追悼動画を配信される。

2024年3月1日、古谷に師事していた、当時大阪音楽大学での生徒であった石脇陽太（Ishiwaki Santa）がX（Twitter）で古谷の哀悼を含む発言をしたところ拡散し、まいどなニュースを経由して、その後Yahoo!ニュースにも古谷を偲んだ記事としても掲載される。

## 著書
- 古谷光広『EWI BEST Maniax! 演奏+カラオケCD付楽譜 (EWI BESTシリーズ) 楽譜[7]』アルソ出版、2011年。ISBN 978-4873122236。